# Kazimierz Władysław Radomicki
Kazimierz Władysław Radomicki herbu Kotwicz (ur. 1623, zm. 12 maja 1689 w Żerkowie) – kasztelan kaliski.

## Rodzina
Syn Hieronima, wojewody inowrocławskiego i Zofii Ujejskiej. Jego dziećmi były:
- Anna, żona Damiana Kazimierza Garczyńskiego, matka Stefana, wojewody poznańskiego,
- Zofia, żona Andrzeja Szołdrskiego, kasztelana biechowskiego, matka Ludwika Szołdrskiego - kasztelana gnieźnieńskiego, wojewody kaliskiego, inowrocławskiego i poznańskiego,
- Krystyna, żona Andrzeja Borka-Gostyńskiego,
- Maciej, kasztelan kaliski, wojewoda inowrocławski, kaliski i poznański,
- Andrzej Aleksander, kasztelan gnieźnieński, kaliski i poznański oraz wojewoda kaliski i poznański,
- Marianna Ludwika, żona Aleksandra z Otoka Zaleskiego, kasztelana nakielskiego,
- Władysław, kasztelan i wojewoda poznański.

## Pełnione urzędy
Urząd kasztelana kaliskiego sprawował w latach 1670–1679. Uczestniczył w odsieczy wiedeńskiej.